# Hymenogadus
A Hymenogadus a sugarasúszójú halak (Actinopterygii) osztályának a tőkehalalakúak (Gadiformes) rendjébe, ezen belül a hosszúfarkú halak (Macrouridae) családjába tartozó nem.

## Rendszerezés
A nembe az alábbi 2 faj tartozik:
- Hymenogadus gracilis (Gilbert & Hubbs, 1920)
- Hymenogadus tenuis (Gilbert & Hubbs, 1917)